# Liseberg Grand Curiosa Hotel
Liseberg Grand Curiosa Hotel är ett hotell i direkt anslutning till nöjesparken Liseberg i Göteborg. Hotellet ritades av Wingårdh arkitektkontor och byggdes av NCC på uppdrag av Liseberg. Grand Curiosa Hotel är en del av Lisebergs jubileumsprojekt och byggdes för att öppna i samband med Lisebergs 100-årsjubileum år 2023. Hotellet öppnade den 22 april 2023 samtidigt som nöjesparken öppnade för säsongen.

## Byggnaden
Grand Curiosa Hotel, som drivs av Lisebergskoncernen och därigenom Göteborgs stad, har 457 rum. Byggnaden är nio våningar hög och 29 000 kvadratmeter stor. I hotellet ryms också event- och konferenslokaler, fyra restauranger och ett gym för hotellets gäster samt en takterass. Hotellet är beläget vid nöjesparkens södra entré, på Herman Lindholms torg 1.

## Oceana
Intill hotellet bygger koncernen också ett äventyrsbad, Liseberg Oceana, som planerades att öppna 2024. Den totala investeringen för hotellet är närmare 1,2 miljarder kronor.
Den 12 februari 2024 bröt en kraftig brand ut och totalförstörde Liseberg Oceana. Det ska dock återuppbyggas och beräknas vara klart år 2026.

## Bilder

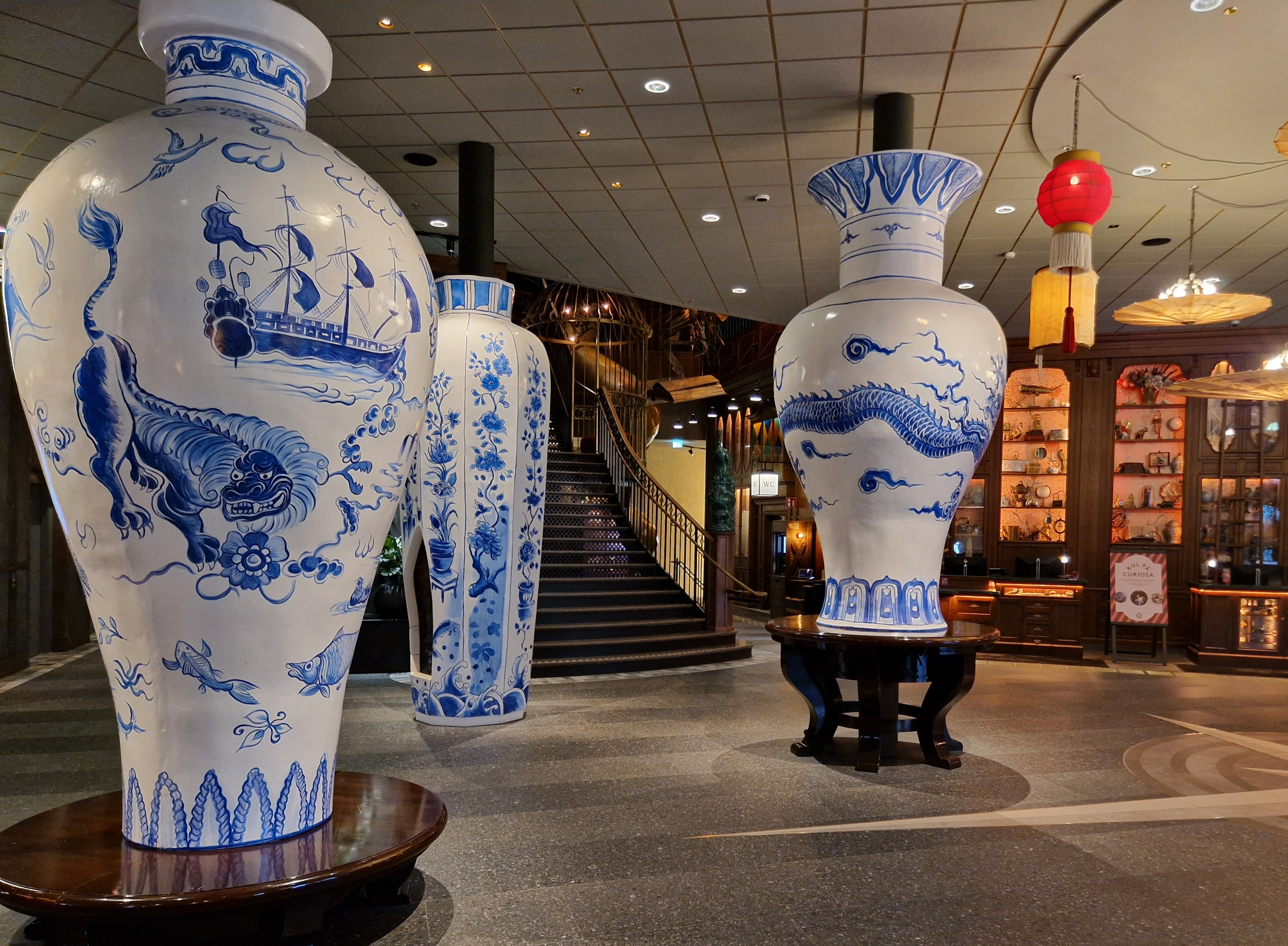
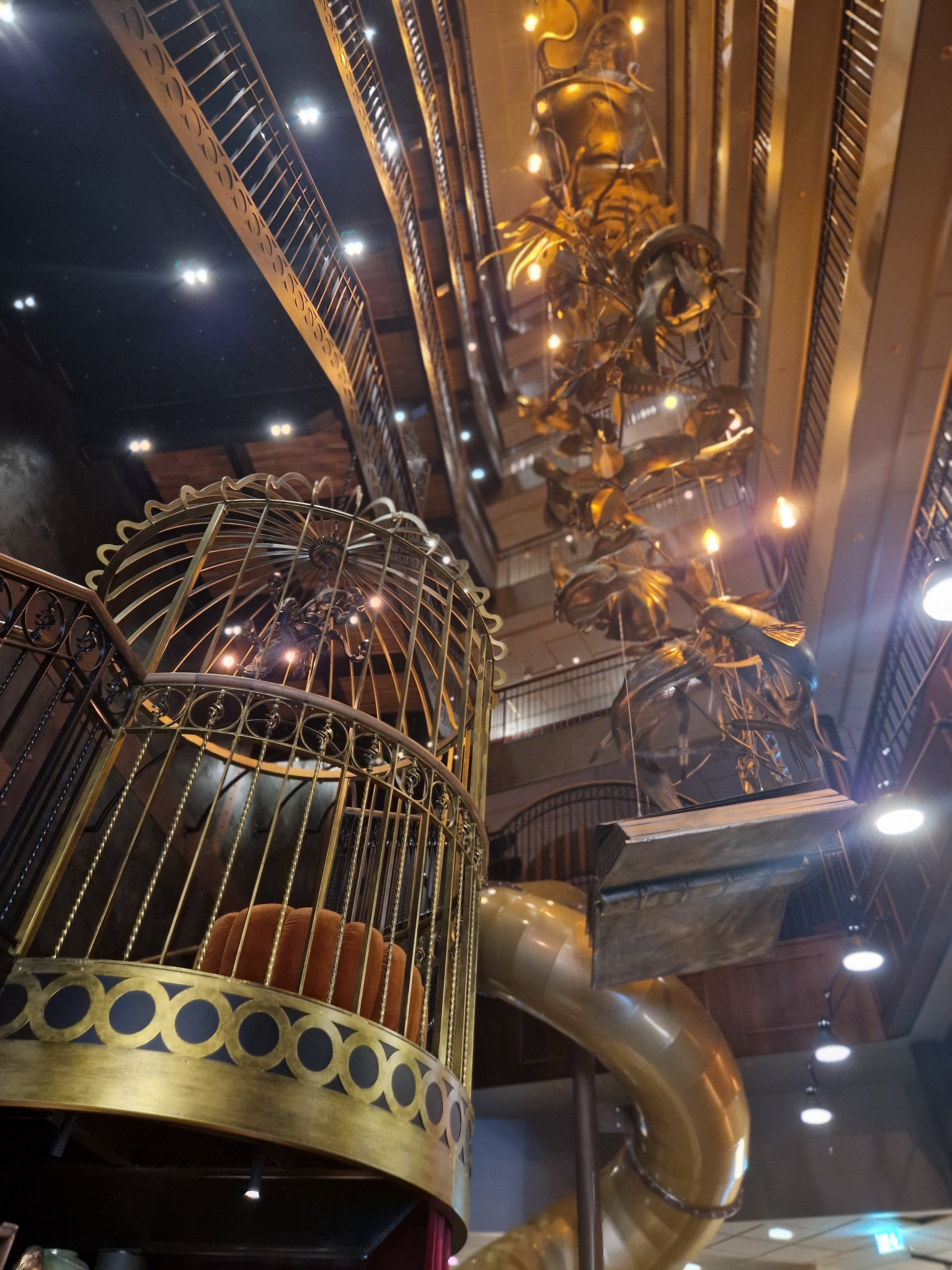
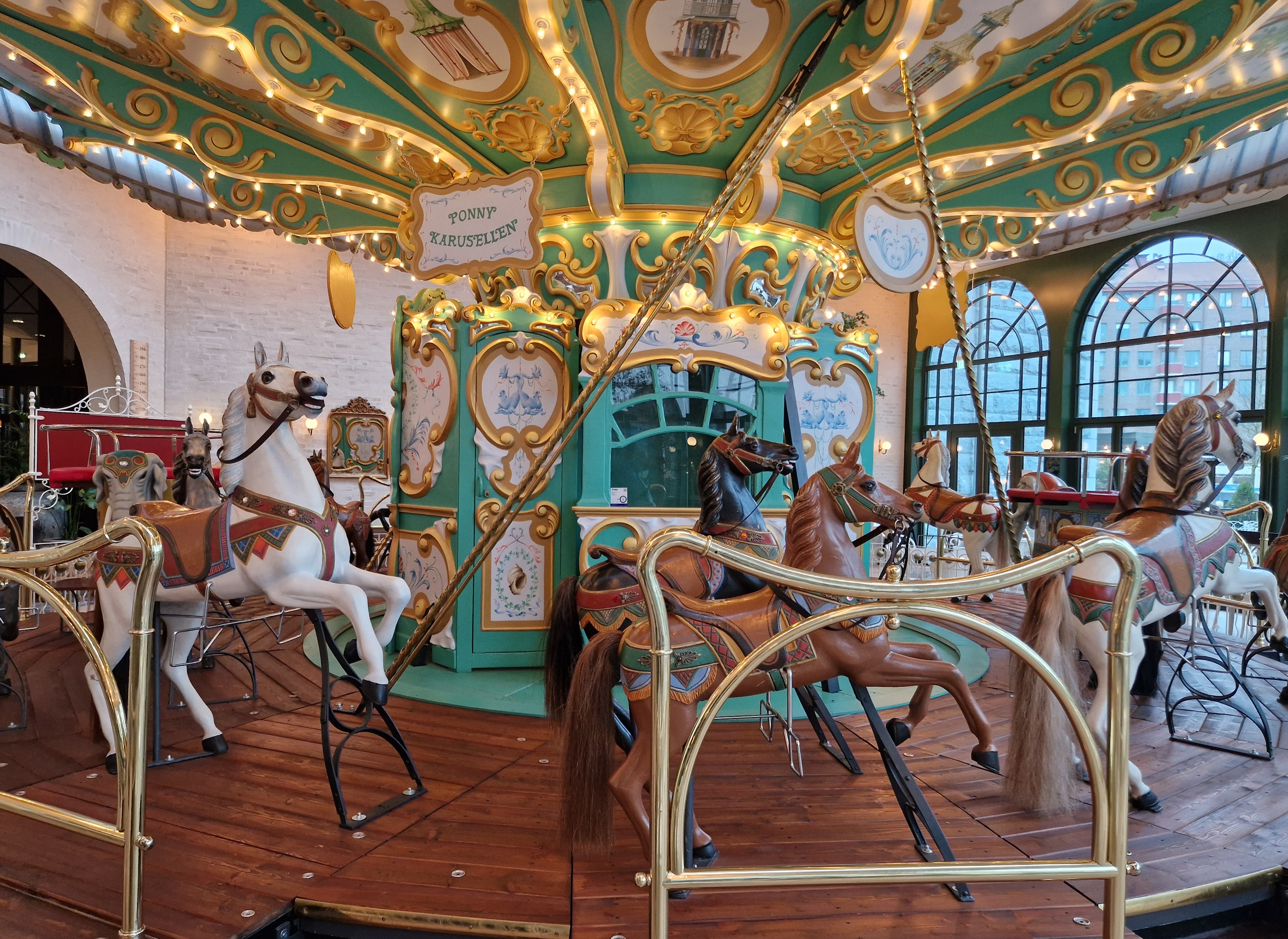
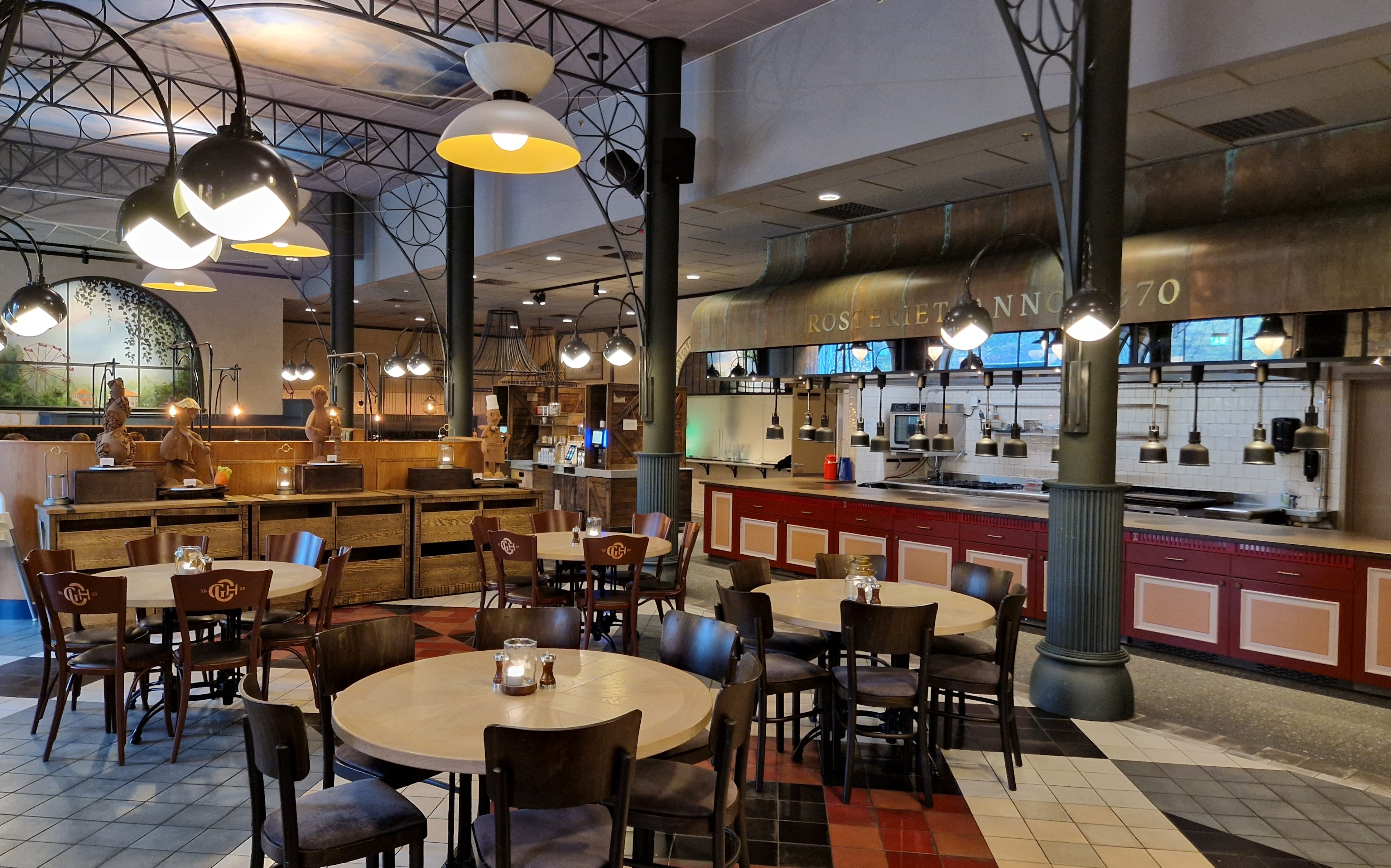
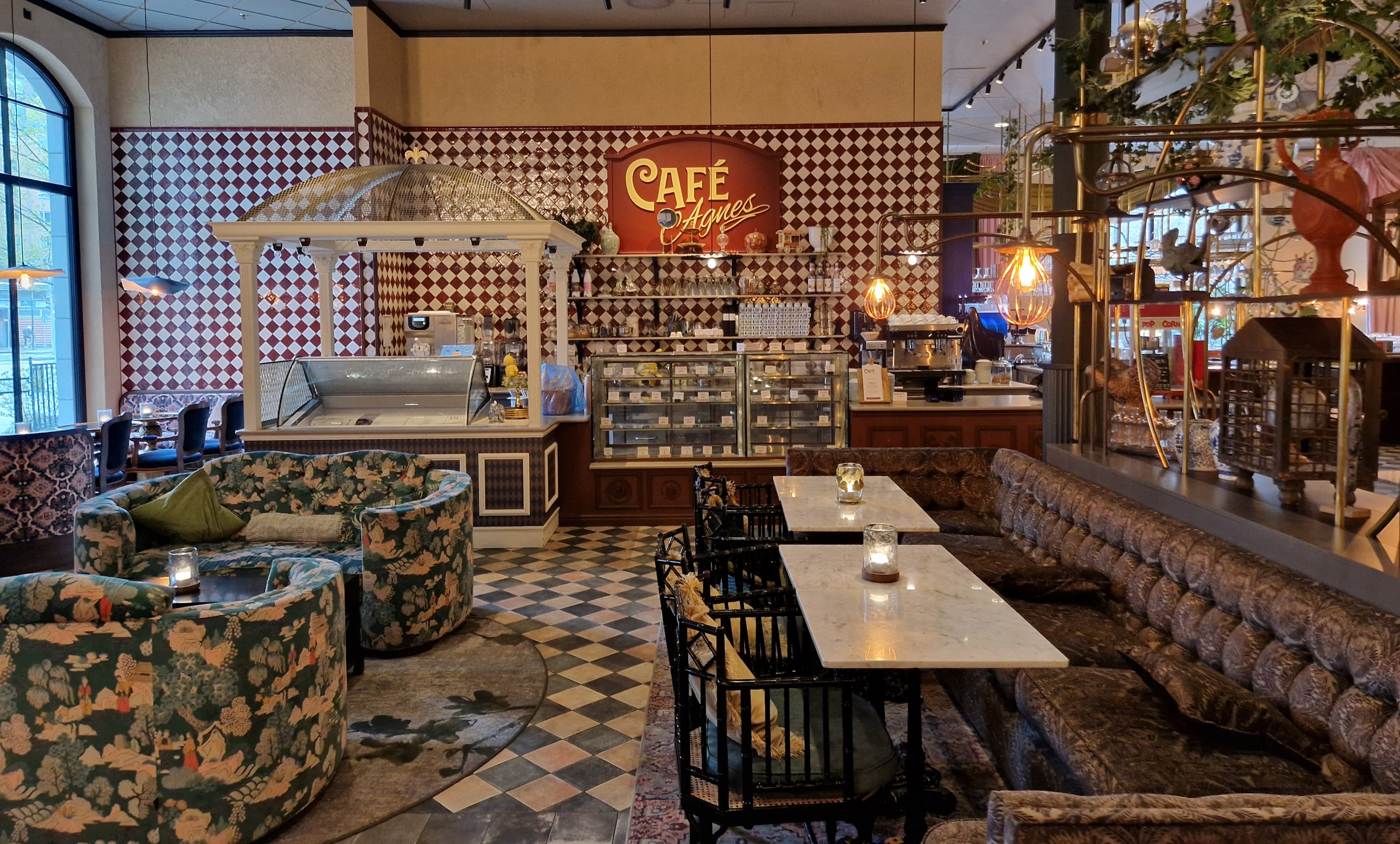
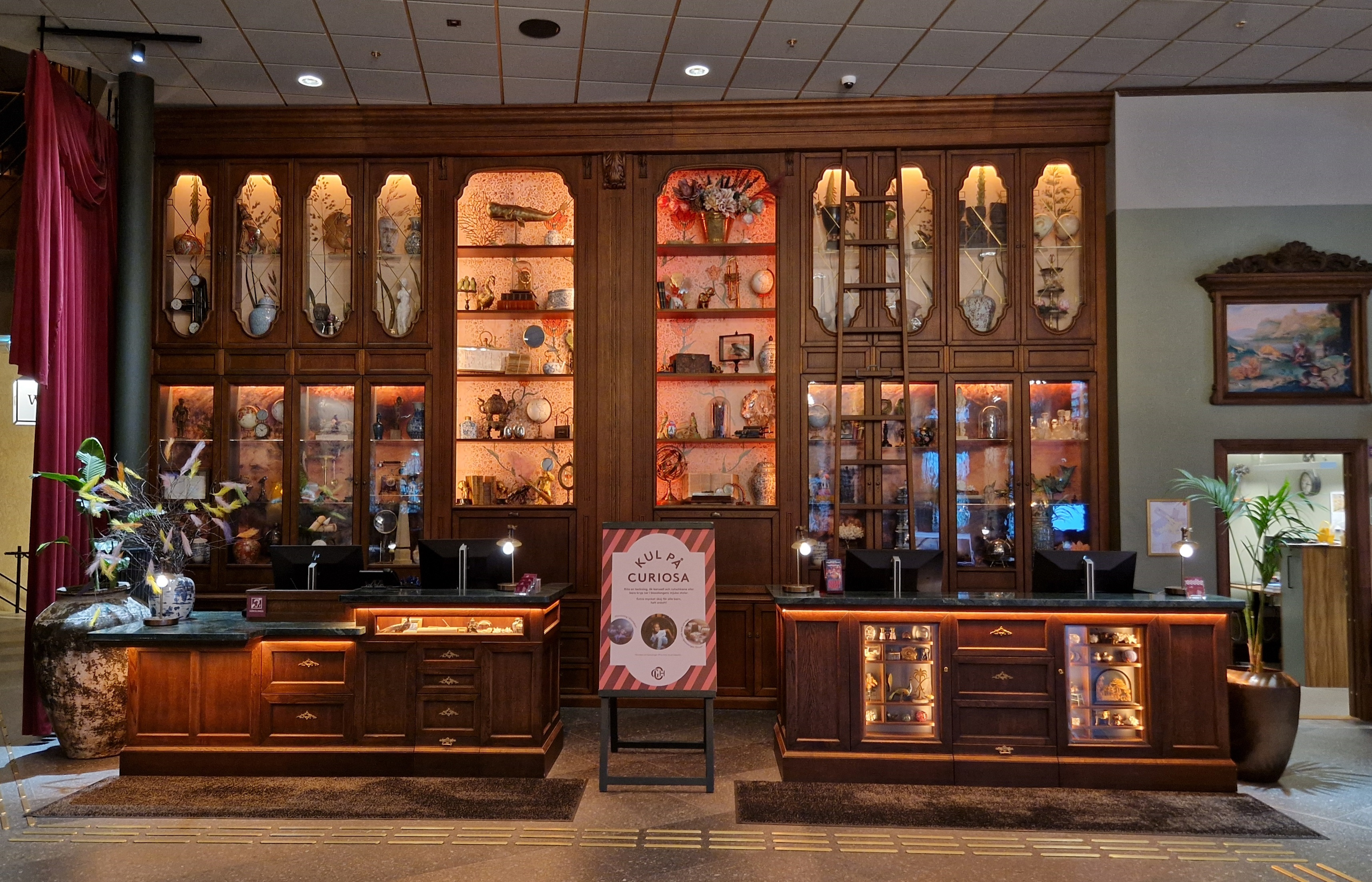